# 破間川ダム
破間川ダム（あぶるまがわダム）は、新潟県魚沼市、信濃川水系破間川（あぶるまがわ）に建設されたダム。高さ93.5メートルの重力式コンクリートダムで、洪水調節・不特定利水・水力発電を目的とする、新潟県営の多目的ダムである。このうち水力発電に関しては電源開発が事業主体を務め、ダム直下に建設された破間川発電所にて最大5,100キロワットの電力を発生する。

## 歴史
信濃川の支流・魚野川は急流とあって古くから水力発電所の建設が進められていたが、治水に関しては堤防整備以外は行われておらず水害が頻発し、特に1969年（昭和44年）8月の集中豪雨（昭和44年8月豪雨）では魚野川流域に深刻な被害がもたらされた。これを受けて建設省（現・国土交通省北陸地方整備局）は多目的ダムとして三国川（さぐりがわ）に三国川ダムの建設を進め、並行して新潟県も多目的ダム（補助多目的ダム）を破間川に建設することを計画。事業は1973年（昭和48年）に着手され、1986年（昭和61年）に完成した。

## 周辺
ダム周辺には奥只見レクリェーション都市公園 浅草岳公園が整備されており、国民宿舎がある。2000年代ごろまでは併設して淡水魚水族館があったほか、洞窟風呂を備える「ホテル大自然館」があった。近くを通る国道252号は新潟県柏崎市と福島県会津若松市を結ぶ重要区間で、新潟県側から六十里越を通過すると福島県只見町へ出る。しかし冬季は雪に閉ざされる。
ダム直下には電源開発がダム湖の水を利用して発電する破間川発電所を設置した。最大5,100キロワットの電力を発生したのち、ダム下流へと放流された水はすぐ下流にある平石川取水ダムで水路に取り入れられ、末沢発電所（電源開発、最大1,500キロワット）を経て黒又川第一ダムへと送水されている。
ダム湖では春先に「雪流れ」と呼ばれる現象が見られる。これは雪解け水がダムの水位を押し上げ、ダム湖の雪の塊が水面に浮かび上がり流氷のようになるもの。

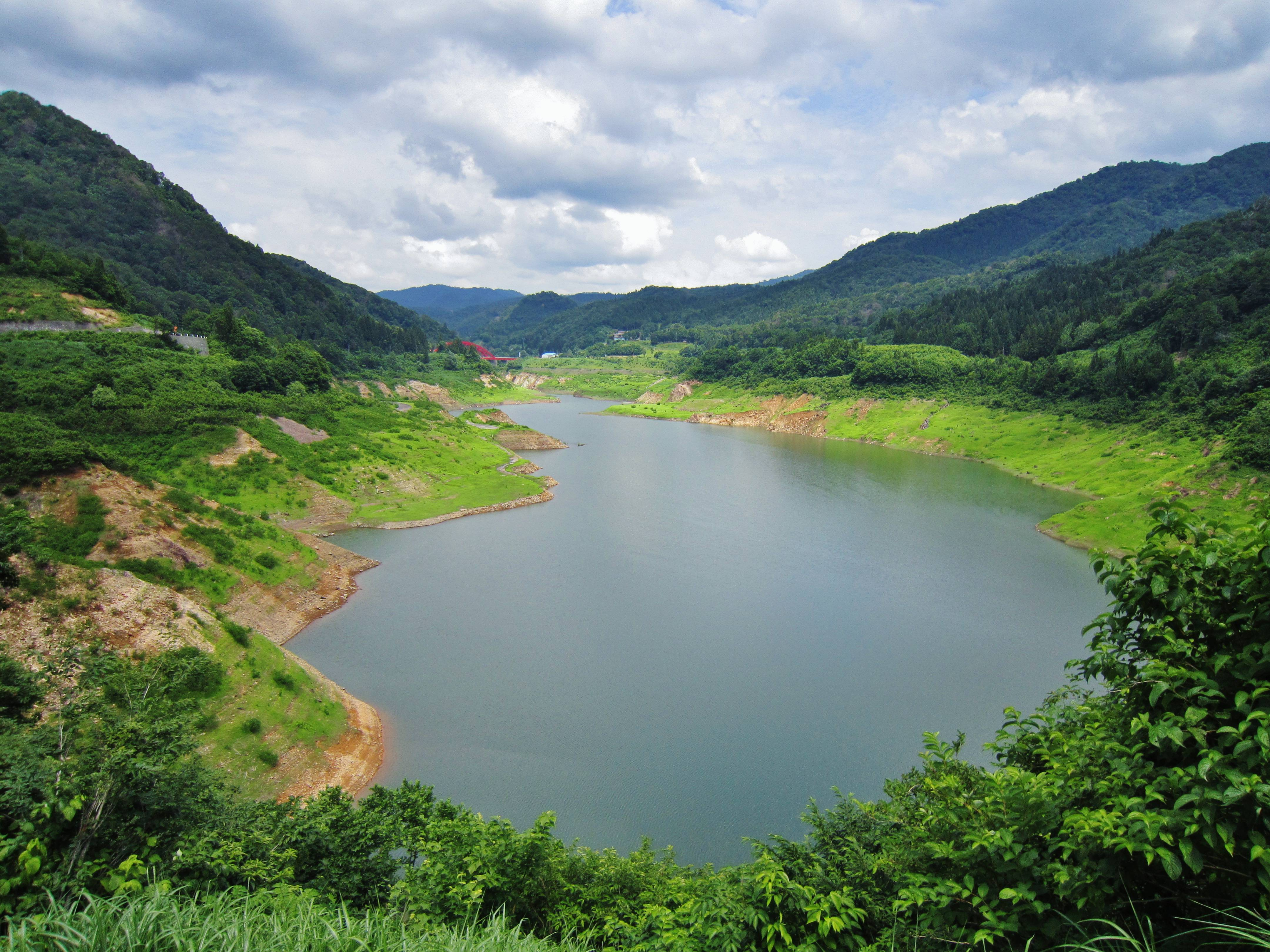
破間川ダム湖
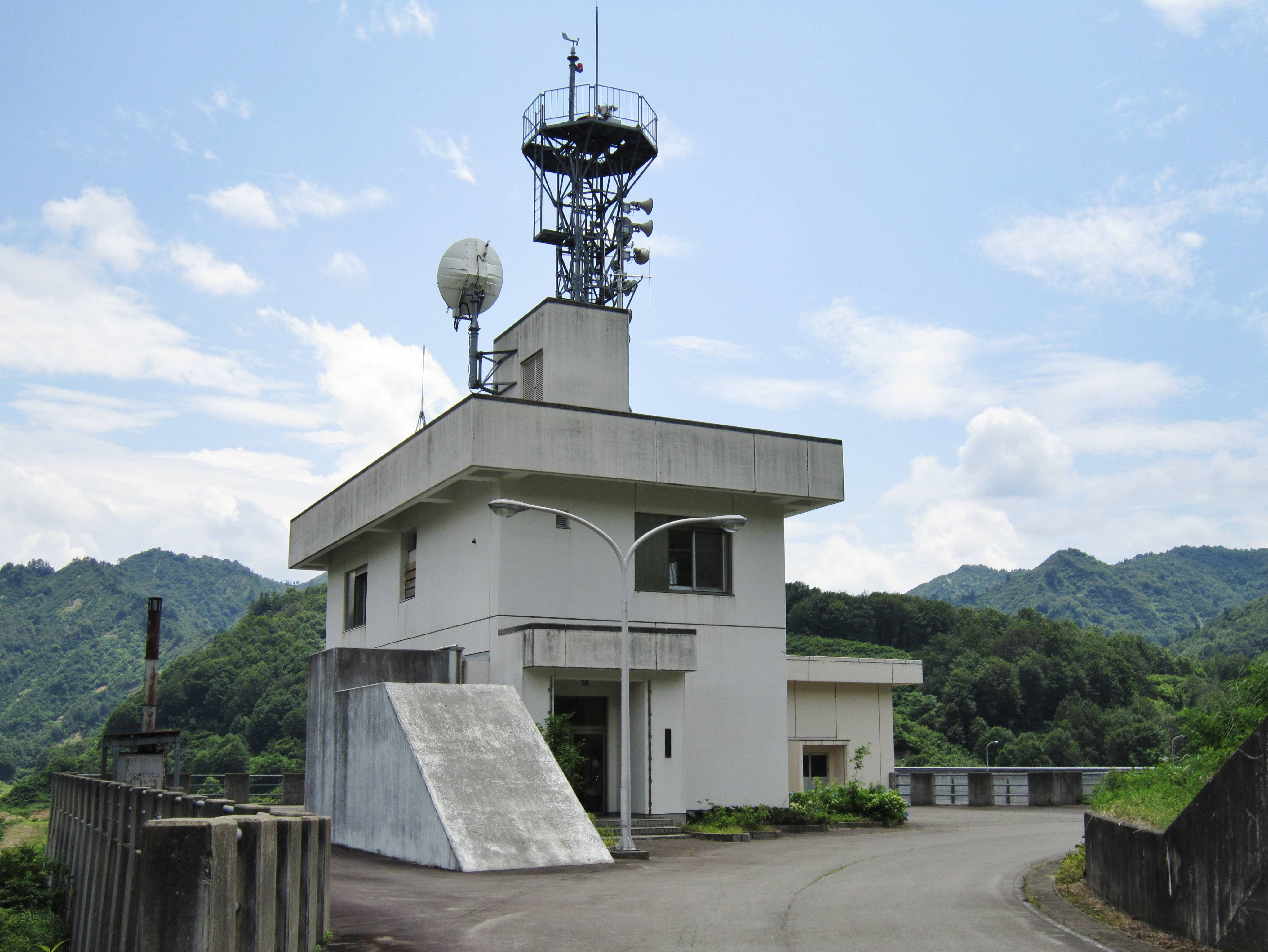
破間川ダム管理所
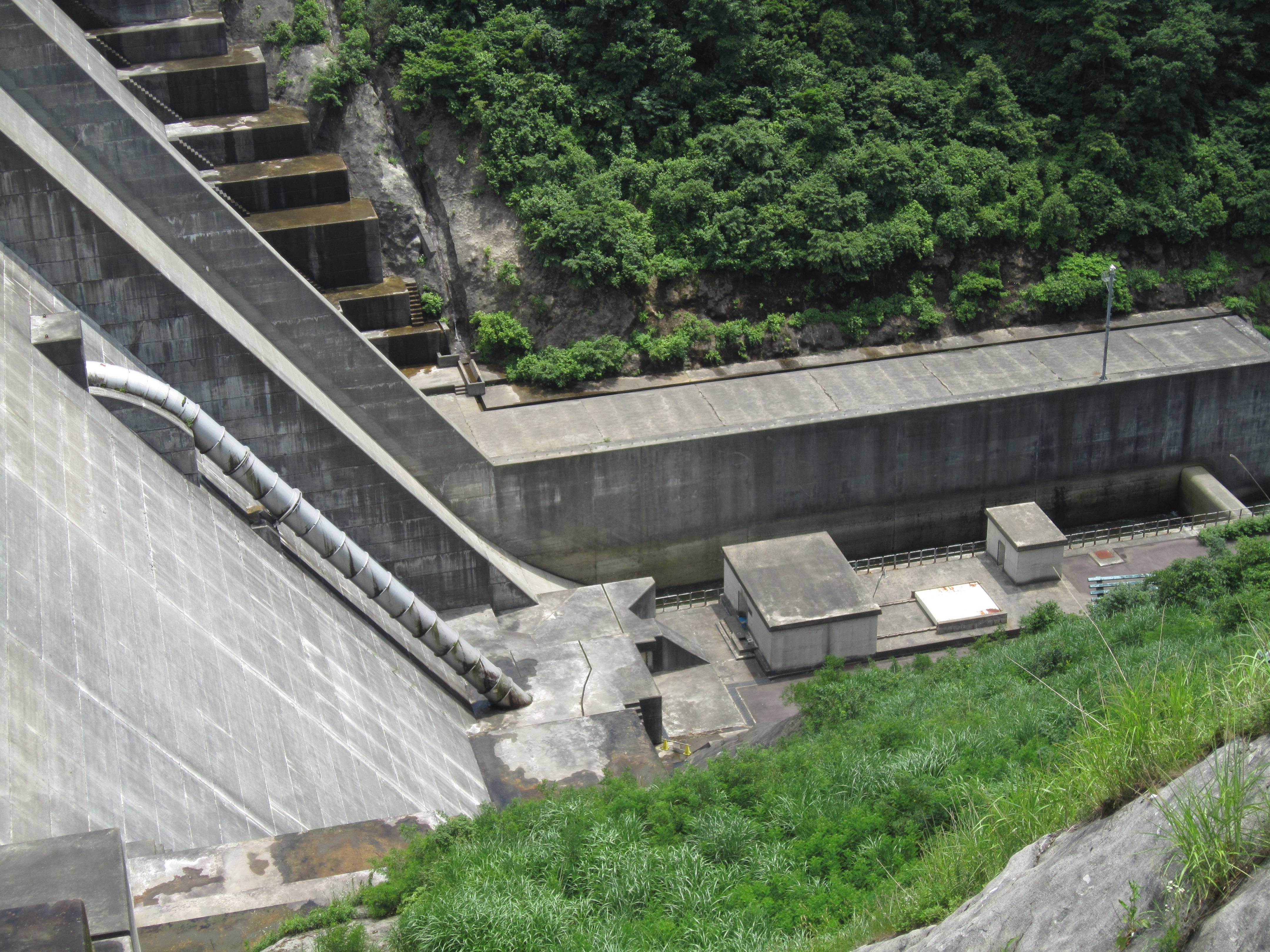
破間川発電所
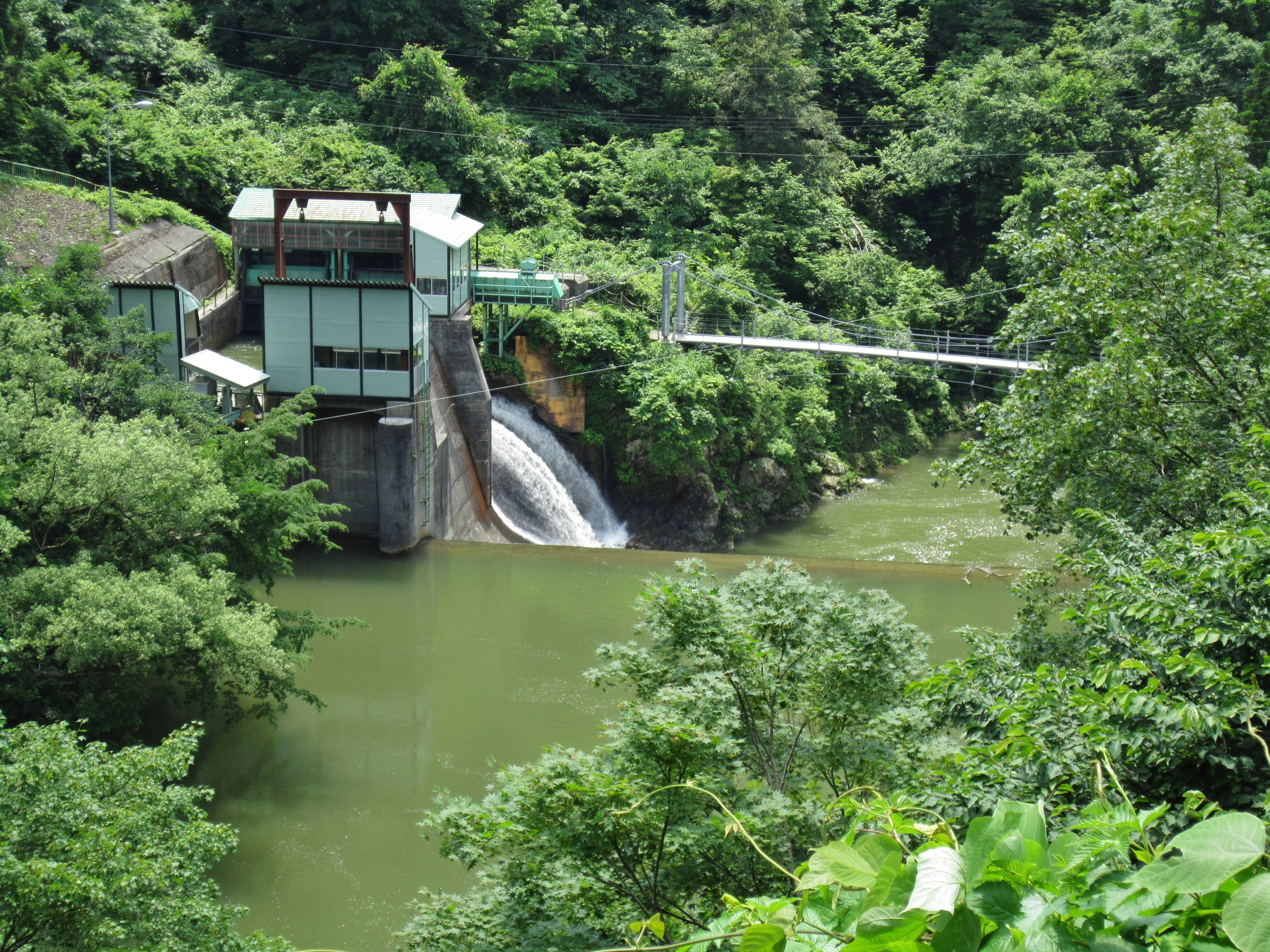
平石川取水ダム